# Die Helene Fischer Show

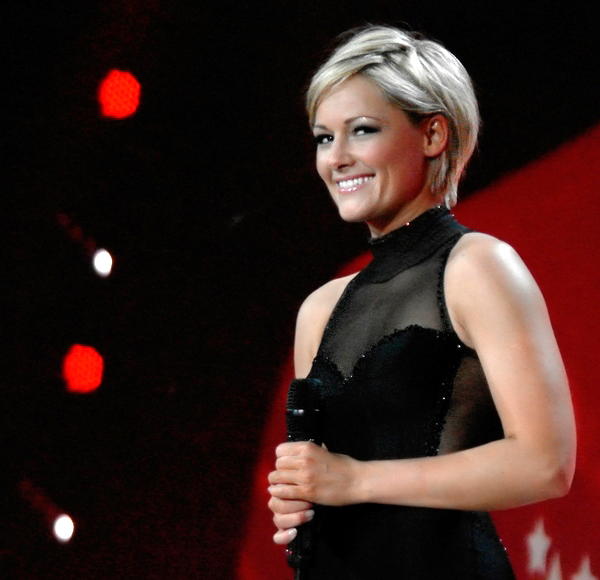
Hélène Fischer au Vélodrome de Berlin (2011).

Die Helene Fischer Show est une émission de divertissement musical et acrobatique allemande animée par Helene Fischer. Elle est diffusée à 20h15 chaque 25 décembre depuis 2011.
Ce programme est produit par Kimmig Entertainment GmbH.

## Éditions
| Diffusion    | Lieu               | Chaîne de télévision | Invités |
| ------------ | ------------------ | -------------------- | --- |
| 25 déc. 2011 | Velodrom           | Das Erste            | Adoro, Andrea Berg, Michael Bolton, Ernie & Bert, Die Höhner, Peter Maffay, Semino Rossi, Wolfgang & Anneliese |
| 25 déc. 2012 | Velodrom           | Das Erste            | Alive, Al Bano, Buranowski Babuschki, Al Bano, Andrea Bocelli, Nino de Angelo, Elisabeth (comédie musicale), Andreas Gabalier, David Garrett, Harlem Gospel Singers, Linda Hesse, Ricky Kam, Loreen, Santiano, Unheilig |
| 25 déc. 2013 | Velodrom           | ZDF                  | Momix Botanica, Howard Carpendale, Beatrice Egli, Chelsea Fontenel, Il Divo, Kolja Kleeberg, Peter Kraus, Leona Lewis, Otto Waalkes, Nelson Müller, Max Raabe, Alfons Schuhbeck, Lindsey Stirling, Sunrise Avenue, Swinging Poles, Tarzan, The Red Army Choir & Vincent Niclo                                                                                 |
| 25 déc. 2014 | Velodrom           | ZDF                  | Pasquale Aleardi, Donald Bäcker, Maxi Biewer, Andreas Bourani, Chicago, Sascha Grammel, Christian Häckl, Herrenbesuch, Udo Jürgens, Jonas Kaufmann, Mark Keller, Adam Lambert & Queen, Peter Maffay, Miriam Pede, Julian Rachlin, Rocky (comédie musicale), Cristina Scuccia, Shrek, StickStoff, Take That, Leon Taylor, Gunther Tiersch (en), Maria Voskania |
| 25 déc. 2015 | Velodrom           | ZDF                  | Andrea Bocelli, Andreas Gabalier, Bryan Adams, David Garrett, Flavio Rizzello, Sinatra & Friends, Il Volo, Irish Celtic, Lena, Le fantôme de l'Opéra (comédie musicale), Mark Forster, Mike Krüger, Mozart!, Pur, Rea Garvey, The Boss Hoss |
| 25 déc. 2016 | Messe - Düsseldorf | ZDF                  | Tim Bendzko, Mandy Capristo, Falco, Rainhard Fendrich, Tom Jones, Roland Kaiser, Mark Keller, Klubbb3 (en), Horst Lichter, Gregor Meyle (en), Olly Murs, Naturally 7, Melanie Oesch, Mary Poppins, Gregory Porter, Priscilla Presley, Bill Ramsey, Martin Reinl (de), Lina Larissa Strahl, Symphoniacs, Kölner Symphoniker                                    |
| 25 déc. 2017 | Messe - Düsseldorf | ZDF                  | The Baseballs, James Blunt, Clare Bowen, Alex Christensen, Diavolo, Charles Esten, Ghost, Max Giesinger, Sascha Grammel, Die Höhner, The Kelly Family, Alexander Klaws, Vanessa Mai, Gianna Nannini, Santiano, Barbara Schöneberger, Matthias Schweighöfer, Seven, Stephanie Stumph (en), Celine Tam, Tanz der Vampire                                        |
| 25 déc. 2018 | Messe - Düsseldorf | ZDF                  | Florian David Fitz |

## Les audiences télévisuelles
| Édition | Date         | Audience TV |
| ------- | ------------ | ----------- |
| 1       | 25 déc. 2011 | 5 050 000   |
| 2       | 25 déc. 2012 | 5 390 000   |
| 3       | 25 déc. 2013 | 4 920 000   |
| 4       | 25 déc. 2014 | 6 560 000   |
| 5       | 25 déc. 2015 | 5 640 000   |
| 6       | 25 déc. 2016 | 5 950 000   |
| 7       | 25 déc. 2017 | 5 900 000   |
| 8       | 25 déc. 2018 | 5 730 000   |

## Récompenses
- 2015 : Bayerischer Fernsehpreis[9]